# William David Ross
Sir William David Ross (Thurso, 15 aprile 1877 – Oxford, 5 maggio 1971) è stato un filosofo e filologo britannico, studioso di etica.
È stato White's Professor of Moral Philosophy all'Università di Oxford ricoprendone la carica anche di vice-rettore. Eminente studioso del pensiero di Aristotele, curò l'edizione critica della Metafisica e collaborò alla traduzione oxoniense di tutte le sue opere.

## La teoria etica di Ross
W. D. Ross è stato definito un realista morale ed un "intuizionista etico"..
Analogamente a G. E. Moore, egli riteneva che il "bene" esistesse realmente, benché non fosse possibile definirlo, poiché ogni tentativo di definizione avrebbe comportato, inevitabilmente, la fallacia naturalistica e la violazione della legge di Hume.
Ross, tuttavia, contestava l'etica consequenzialista di Moore. Secondo quest'ultima, ciò che è doveroso fare è determinato dal suo produrre o meno il miglior stato di cose in termini di bene. Per Ross, invece, la massimizzazione del bene è solo uno di molti "doveri prima facie" che risultano rilevanti in merito a ciò che una persona deve fare in determinate circostanze.
In "The Right and The Good" (Il giusto e il bene), Ross elenca sette "doveri prima facie", senza pretese di completezza: fedeltà, risarcimento, gratitudine, giustizia, beneficenza, non maleficenza ed auto miglioramento. In ogni particolare situazione è possibile utilizzare un numero qualsiasi di questi doveri o obblighi. In caso di dilemmi etici si possono verificare delle contraddizioni tra essi. Qualcuno potrebbe avere un obbligo "prima facie" di risarcimento, per esempio, di aiutare altre persone a traslocare, in quanto esse lo avevano in precedenza aiutato a cambiare casa ma, allo stesso tempo, potrebbe sentirsi obbligato alla "fedeltà" (mantenere la parola data), perché aveva promesso ai propri figli di portarli al parco proprio quel giorno, e ciò costituirebbe un "conflitto". Secondo Ross, comunque, quanto precede non può costituire un problema, in quanto ci sarà sempre un "dovere supremo" od "assoluto", che si imporrà sugli altri.
Tom Beauchamp e J. F. Childress, gli autori dei Principi di etica biomedica (edizione del 1999, p. 111), hanno riconosciuto i loro debiti nei confronti di Ross, arrivando a sostenere che egli abbia influito sul loro lavoro più di qualsiasi altro autore recente in ambito etico.

## Opere principali
- Aristotle (1923)
- The Right and the Good (1930)
- Foundations of Ethics (1939)
- Plato's Theory of Ideas (1951)
- Kant's Ethical Theory (1954)